# San Marco
San Marco, officiellt San Marco Evangelista al Campidoglio, är en kyrkobyggnad och mindre basilika i Rom, helgad åt den helige evangelisten Markus. Kyrkan är belägen vid Piazza di San Marco i närheten av Piazza Venezia i Rione Pigna och tillhör församlingen San Marco Evangelista al Campidoglio. San Marco är venetianarnas kyrka i Rom.
Den första kyrkan på denna plats uppfördes av påve Markus på 300-talet. Platsen bar namnet ad Pallacinas, efter en närbelägen badanläggning. Kyrkan byggdes om av Hadrianus I år 792 och av Gregorius IV år 833. Under 1600- och 1700-talen fick kyrkan barockutsmyckning.
Kyrkans fasad med loggian antogs tidigare vara ett verk av Leon Battista Alberti, men anses numera vara ritad av Francesco del Borgo.

## Titelkyrka
Kyrkan stiftades som titelkyrka av påve Markus år 336 med namnet Titulus ”iuxta Pallacinas”.
Kardinalpräster under 1900- och 2000-talet
- Michelangelo Celesia: 1887–1904
- József Samassa: 1906–1912
- Franz Xaver Nagl: 1912–1913
- Friedrich Gustav Piffl: 1914–1932
- Elia Dalla Costa: 1933–1961
- Giovanni Urbani: 1962–1969
- Albino Luciani, sedermera påve Johannes Paulus I: (1973–1978)
- Marco Cé: 1979–2014
- Vakant: 2014–2018
- Angelo De Donatis: 2018–